# اپیکاتچین گالات
اپیکاتچین گالات (به انگلیسی: Epicatechin gallate) با فرمول شیمیایی C22H18O10 یک ترکیب شیمیایی با شناسه پاب‌کم 9886 است. که جرم مولی آن ۴۴۲٫۳۷ گرم بر مول می‌باشد.